# Pallottola

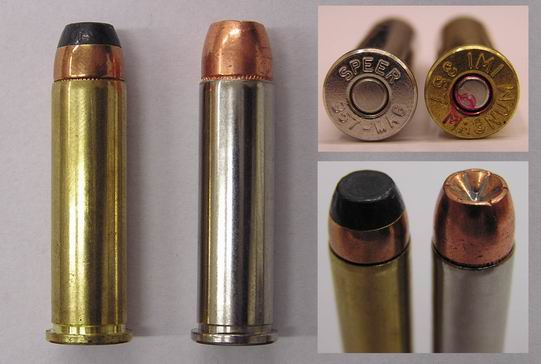
Cartucce .357 Magnum con pallottole a punta piatta e a punta cava rispettivamente

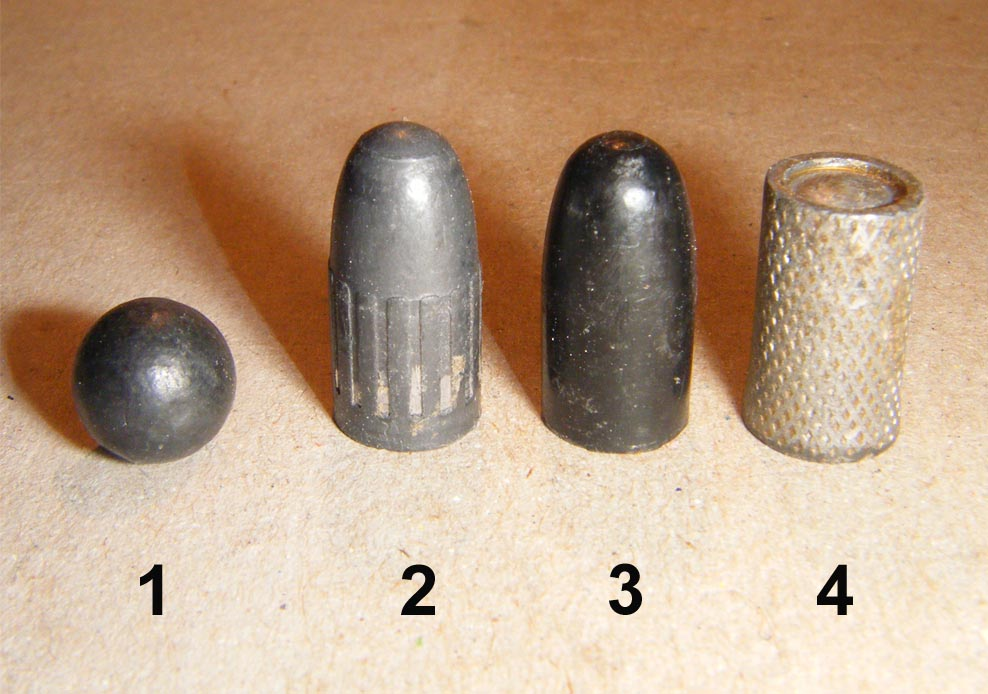
Pallottole calibro 9 mm.: 1 - Sferica in piombo per armi ad avancarica; 2 - Ogivale in piombo; 3 - Ogivale in piombo con rivestimento in teflon; 4 - A punta piatta (wadcutter) da tiro

La pallottola è un proiettile utilizzato da un'arma da fuoco portatile ed individuale.
Le pallottole sono generalmente in metallo, solitamente in piombo e di forma ogivale.
Al posto del termine "pallottola" si usa talvolta il termine "palla", meno preciso. Infatti "palla" definisce proiettili sparati sia da armi con canna ad anima liscia che da armi con canna ad anima rigata mentre pallottola indica generalmente proiettili di armi a canna rigata.
Si differenzia dal proiettile esplodente chiamato granata poiché non contiene esplosivo.

## Storia

### L'età moderna ed i primi tipi
Similmente a quanto avveniva per i cannoni, le pallottole erano forme simili ad una sfera di metallo o di pietra, posizionata dopo una carica di polvere da sparo inserita ad un'estremità chiusa di un tubo. Con l'avanzamento tecnologico delle armi da fuoco, dal XVI al XIX secolo, le pallottole cambiarono leggermente: vennero usate, in genere, solamente sfere di piombo di varie misure.
Lo sviluppo della colubrina a mano e dell'archibugio con accensione a miccia portò all'uso di palle di piombo come proiettili. La pallottola dei primi moschetti era una sfera di piombo leggermente più piccola del diametro della canna, avvolta in un pezzo di carta in modo da chiudere l'apertura e ottenere la pressione maggiore possibile dall'espansione del gas che spinge la pallottola. Il caricamento era quindi piuttosto facile nei vecchi moschetti militari a canna liscia, come il Brown Bess. I primi fucili ad avancarica a canna rigata avevano invece una palla che ne chiudeva quasi del tutto l'apertura, in modo da massimizzare l'effetto rotativo conferito dalla rigatura; erano quindi più difficoltosi da caricare e di conseguenza non usati generalmente per scopi militari. Con la maggiore diffusione delle canne rigate, la pallottola in sé non cambiò, ma fu avvolta in una pezza di cuoio (di solito ingrassata o unta per facilitare lo scorrimento) che, aderendo alle scanalature della rigatura ne permetteva la rotazione assiale.

### Il superamento della forma sferica
Tra le prime pallottole non sferiche, una fu progettata dal capitano John Norton dell'esercito britannico nel 1823. La pallottola Norton aveva una base cava che si espandeva per effetto della pressione e, di conseguenza, la faceva aderire alle scanalature della rigatura una volta iniziata la corsa in canna. L'innovazione, assai radicale dato che le pallottole sferiche erano state in uso per 300 anni, fu respinta dal consiglio di ordinanza britannico.
Il rinomato armaiolo inglese William Greener inventò la pallottola Greener nel 1836. Era molto simile alla pallottola Norton eccetto per il fatto che la base cava era riempita da un pezzo di legno che rendeva più efficace l'espansione della base e l'adesione alle scanalature. Dalle prove che furono fatte, la pallottola Greener risultò estremamente efficace ma non ebbe successo perché, essendo costituita da due parti, fu giudicata troppo difficile da produrre.

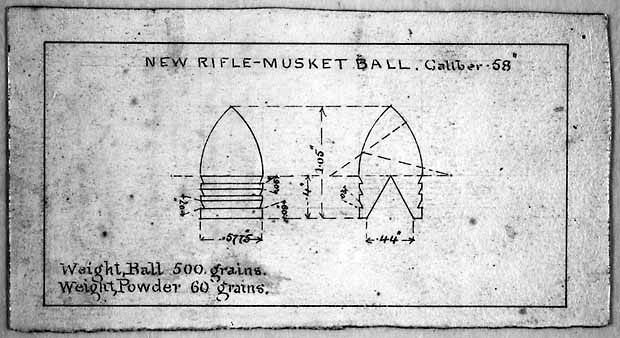
Progetto di una pallottola Minié del 1855.

Intorno alla netà del XIX secolo Claude Étienne Minié - un capitano dell'esercito francese - ideò un nuovo tipo chiamata pallottola Minié, prodotta a partire dal 1847. Era molto  simile alla pallottola Greener: nel progetto di Minié la pallottola era di forma conica con una cavità nell'estremità posteriore, chiusa da un piccolo tappo di ferro anziché di legno. Quando veniva sparata, il tappo veniva spinto nella cavità, facendo espandere la dimensione esterna della pallottola e facendola aderire alle scanalature. Nel 1855 i britannici adottarono la palla Minié per i loro moschetti Pattern 1853 Enfield.
Ad ogni modo, fu nella guerra di secessione americana che la palla Minié fu usata maggiormente. Circa il 90% delle perdite sul campo di battaglia della guerra furono causate da pallottole di questo tipo.
Tra il 1854 e il 1857, Joseph Whitworth condusse una lunga serie di esperimenti su cannoni e fucili (entrambi ad avancarica con carica a polvere nera e canna poligonale in varie forme, oltre che ritorta) e provò, tra le altre cose, i vantaggi di un calibro più piccolo ( il .451) e, in particolare, di una pallottola allungata. La canna definitiva aveva sezione esagonale, non cilindrica ma ritorta e la pallottola (anch'essa a sezione esagonale) fu progettata per aderire meccanicamente alla rigatura.
Il fucile Whitworth (a differenza dei cannoni) non fu mai adottato ufficialmente da forze armate, ma fu usato durante la Guerra di Secessione Americana da un gruppo selezionato della Confederazione, gli Withworth Sharpshooter. Le vittime più illustri furono due generali Unionisti, William Lytle e John Sedgwick.
Capace di prestazioni ragguardevoli ancora oggi (3 MOA a 500 metri, massima gittata circa un miglio), ebbe scarsa diffusione principalmente per il prezzo astronomico, (come 5 Enfield) e per l'unicità dei proiettili a prisma esagonale; la nascita delle cartucce metalliche ne decretò la fine.
A partire dal 1862, W. E. Metford condusse un'ampia serie di esperimenti sulle pallottole e la rigatura, inventando l'importante sistema della rigatura leggera a passo progressivo ed una pallottola rinforzata. Il risultato combinato di queste due invenzioni fu, nel dicembre 1888, il fucile Lee-Metford Mark I di piccolo calibro (.303), che fu infine adottato dall'esercito britannico. Il Lee-Metford fu il predecessore del Lee-Enfield.

### Le pallottole a espansione incamiciate

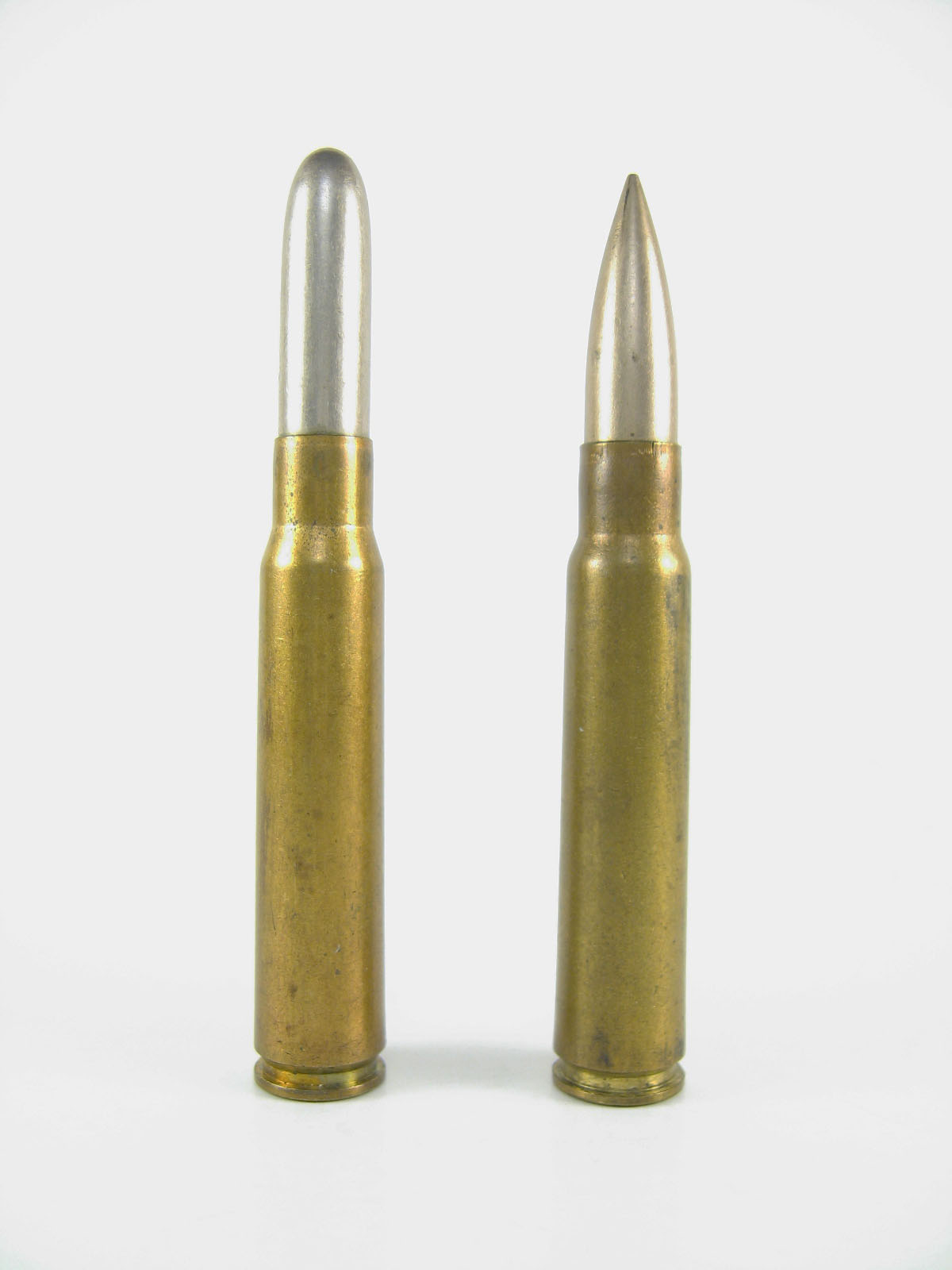
A sinistra una pallottola con punta arrotondata Round-Nose; a destra una pallottola Spitzer.

Nella seconda metà del XIX secolo apparve la pallottola a espansione; la successiva innovazione avvenne nel 1883 quando il maggiore Eduard Rubin, direttore di un centro di ricerca sulle munizioni a Thun, in Svizzera, inventò lo small-calibre rifle (letteralmente fucile di piccolo calibro) di cui una delle caratteristiche era una pallottola allungata e composta da un cuore di piombo con un rivestimento di rame chiamato camiciatura.
La pallottola con la camiciatura in rame permette velocità alla bocca molto più alte di quelle ottenibili con pallottole in solo piombo, dal momento che il rame ha una temperatura di fusione molto più alta, un calore specifico più elevato e una durezza maggiore. Le pallottole di piombo sparate ad alte velocità possono infatti essere soggette a fusione della superficie a causa dei gas caldi e dell'attrito con la canna.
I progressi dell'aerodinamica che si ebbero in Europa, guidarono lo sviluppo del settore verso la pallottola appuntita Spitzer (dalla lingua tedesca, letteralmente aguzzo). Nel 1898 la cartuccia francese  8 × 50 mm R Lebel per prima adottò il proiettile ”Balle D” con punta spitzer.
Dall'inizio del ventesimo secolo, anche altri eserciti iniziarono la transizione verso le pallottole spitzer. Queste pallottole avevano più accuratezza a gittate maggiori e, quando venivano sparate, possedevano maggiore energia. Combinate con le mitragliatrici fecero aumentare estremamente la letalità del campo di battaglia.
L'ultimo progresso nella forma delle pallottole si ebbe con lo sviluppo della boat tail, ovvero la forma "rastremata" dell'estremità della base in una pallottola spitzer. Nelle pallottole spitzer normali infatti, si creava una depressione quando gli strati d'aria, muovendosi ad alta velocità, oltrepassavano l'estremità della pallottola. Questa tecnica è finalizzata ad eliminare la depressione, permettendo all'aria di fluire lungo la superficie dell'estremità posteriore ed eliminando il cambiamento di direzione di 90° che l'aria dovrebbe compiere, implicato se l'estremità fosse cilindrica. Il vantaggio aerodinamico risultante ha portato questo tipo di profilo ad essere ritenuto ottimale per le pallottole.

## Struttura e progettazione
La forma delle pallottole moderne è principalmente ogivale. Il proiettile è di norma incamiciato: il piombo è rivestito di un metallo più duro in modo da evitare l'impiombatura della canna e migliorare le caratteristiche meccaniche del proiettile che sarebbero altrimenti poco adeguate a causa della scarsa durezza del piombo.
La progettazione di una pallottola deve soddisfare principalmente due importanti requisiti. In primo luogo deve sigillare, nel modo migliore possibile, l'apertura della canna, in modo da minimizzare le perdite del gas generato dalla rapida combustione della carica propellente e rendere massima l'efficienza dello sparo. Allo stesso tempo non deve però causare un attrito eccessivo. La pallottola deve anche aderire alla rigatura della canna senza danneggiarne l'anima. Il comportamento della pallottola all'interno della canna è definito balistica interna.
Dall'uscita dalla bocca della canna, il comportamento della pallottola viene studiato dalla balistica esterna. In questa sede, la forma della pallottola è importante per la sua aerodinamica quanto lo è la rotazione impressa dalla rigatura. La stabilizzazione giroscopica conferita dal moto rotazionale è importante quanto quella aerodinamica e ogni asimmetria nella pallottola è ampiamente compensata dalla sua rotazione. Un altro metodo di stabilizzazione è fare in modo che il baricentro del proiettile sia il più avanti possibile, cosa che aiuta a stabilizzare la sua parte frontale nella direzione del moto (come nella palla Minié o nel volano del Badminton). Generalmente, la forma del proiettile è il risultato di compromesso tra esigenze di balistica interna, balistica esterna e balistica terminale.
Nelle armi da fuoco a canna liscia, una forma sferica era ottimale perché, indipendentemente dall'orientamento, presentava il medesimo profilo; in questo tipo di armi, in caso di palla singola, oggi si usano proiettili con profili aerodinamici studiati per conferire essi stessi la rotazione.
Gli effetti dell'impatto di una pallottola, o di un proiettile in generale, con un oggetto sono studiati dalla balistica terminale che studia anche gli effetti di una pallottola nel penetrare un corpo animale e, in particolare, umano, quantificando il potere d'arresto della stessa. Quest'ultimo dipende da vari fattori, tra cui il calibro e la velocità d'impatto. Alcuni tipi di pallottole, per il loro effetto sugli uomini, sono vietate dalle convenzioni di Ginevra.
Gli effetti sulla pallottola dipendono invece dall'entità di ciò che viene colpito, da come avviene l'impatto e dalle caratteristiche della pallottola stessa. La progettazione delle pallottole può essere volta a diversi tipi di comportamento delle stesse: in genere sono di tipo perforante o di tipo deformabile. Inoltre, per un dato materiale e una data pallottola, l'effetto su di essa è determinato in particolare dalla velocità dell'impatto.
Le pallottole sono parte integrante di una cartuccia, ma sono reperibili anche sciolte per operazioni di ricarica o possono essere prodotte artigianalmente tramite appositi stampi.

## Tipologie
Le pallottole sono generalmente composte da una lega di piombo e stagno. L'uso del piombo è una scelta comune poiché è molto denso (ha quindi, a parità di volume, molta massa e quindi, a parità di velocità, più energia cinetica) ed è un materiale piuttosto economico. Ci sono vari tipi di pallottole che si differenziano anche per i materiali di cui sono composte.

### Pallottole a piombo
Maggiormente diffuse ed utilizzate come standard nelle armi da fuoco, sono palle di piombo ottenute tramite semplice fusione, estrusione o deformazione plastica sono la forma più semplice per una pallottola. A velocità superiori a 300 m/s (comuni nelle armi da fuoco), il piombo si deposita nelle canne rigate con tasso crescente a causa della scarsa durezza e alla bassa temperatura di fusione dello stesso. L'uso di leghe di piombo contenenti piccole percentuali di stagno o antimonio limita questo problema, ma non si rivela efficace se si aumentano le velocità. Talvolta viene usato un gas check, ovvero un dischetto di rame, o di altro metallo, che protegge il fondello della pallottola dal contatto con i gas di sparo e ne evita la fusione, aumentando anche la tenuta dei gas all'interno della canna; questo espediente non è efficace ad alte velocità, poiché evita la fusione del fondello ma non della superficie a contatto con la canna.

### Pallottole incamiciate
Le pallottole progettate per alte velocità (quasi tutte le pallottole odierne) hanno generalmente un nucleo di piombo, incamiciato o placcato con rame o acciaio (parzialmente o totalmente); il sottile strato di rame protegge il nucleo di piombo dallo sparo all'impatto, mantenendolo intatto. In questo caso, il pesante interno di piombo trasferisce la sua energia cinetica sul bersaglio. Le pallottole di tipo full metal jacket sono totalmente coperte dalla camiciatura; altri tipi invece non hanno la punta camiciata o hanno la punta cava, al fine di coadiuvare l'espansione: sono chiamate pallottole soft point o hollow point a seconda della conformazione della punta. Le pallottole in acciaio sono spesso placcate o rivestite con rame o altri metalli più morbidi per aumentarne la resistenza alla corrosione e permetterne l'adesione alla rigatura delle canne.

### Pallottole perforanti
Le pallottole perforanti sono pallottole incamiciate, con nucleo di un materiale di elevata durezza e densità (come tungsteno, carburo di tungsteno, uranio impoverito o acciaio). Queste pallottole sono spesso appuntite, ma risulta più efficace l'uso di un'estremità penetrante con punta piatta.

### Pallottole traccianti
Queste pallottole hanno la base cava, riempita con una miscela combustibile, solitamente una miscela pirica composta da siliciuro di calcio, che al momento dell'uscita dalla canna, lascia una scia di un colore rosso brillante. Sebbene sia possibile conferire colori diversi, sfruttando gli stessi elementi chimici impiegati nei fuochi artificiali, di fatto l'industria si limita alla miscela standard di colore rosso. La sostanza tracciante si spegne dopo un certo lasso di tempo. L'utilizzo di tali proiettili è limitato ai mitragliatori ed ai cannoncini antiaereo, permettendo di verificare la reale traiettoria rispetto al punto mirato.

### Pallottole incendiarie
Queste pallottole hanno una miscela infiammabile nella punta, progettata per accendersi al contatto con il bersaglio. Vengono usate principalmente per incendiare idrocarburi nell'area del bersaglio e causare danni per via indiretta.

### Pallottole a espansione
Sono progettate per espandersi a contatto, per diminuire la penetrazione ed aumentare il danno, senza provocare fori d'uscita.

### Pallottole frangibili
Sono  progettate per disintegrarsi in piccole parti all'impatto, al fine di minimizzare la loro penetrazione, per motivi di sicurezza o per limitare l'impatto ambientale. Ad esempio la pallottola omonima dell'azienda che la produce Glaser Safety Slug.

### Pallottole non tossiche
Sono realizzate in materiale come  bismuto, tungsteno, acciaio leghe metalliche simili prevengono il rilascio di piombo tossico nell'ambiente. Le normative in vari stati del mondo prevedono l'uso di proiettili non tossici, specialmente quando usate contro gli uccelli acquatici. Accade infatti che gli uccelli ingoino pallottole disperse come coadiuvanti per il funzionamento del loro ventriglio e l'effetto dell'avvelenamento da piombo viene amplificato.

### Pallottole da addestramento
Sono composte da materiali leggeri come gomma, plastica, legno, cera. Sono destinate ad utilizzi con bersagli a breve distanza, in genere per allenamento: hanno infatti, a causa della loro massa e della loro bassa velocità, una gittata piuttosto breve.

### Pallottole non letali
Sono proiettile di gomma, di plastica e flexible baton round, progettate per essere utilizzate in armi non letali, per essere usate ad esempio nel controllo delle sommosse. Generalmente sono caratterizzate da basse velocità e vengono sparate da normali fucili, lanciagranate, armi da paintball o armi progettate appositamente.

## Terminologia

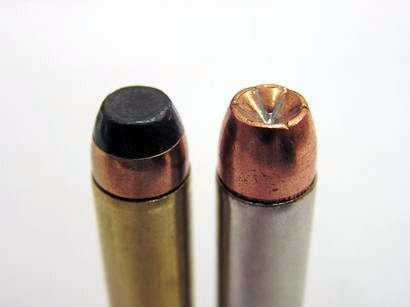
Due proiettili .357 Magnum, quello a sinistra JSP/JFP quello a destra JHP.

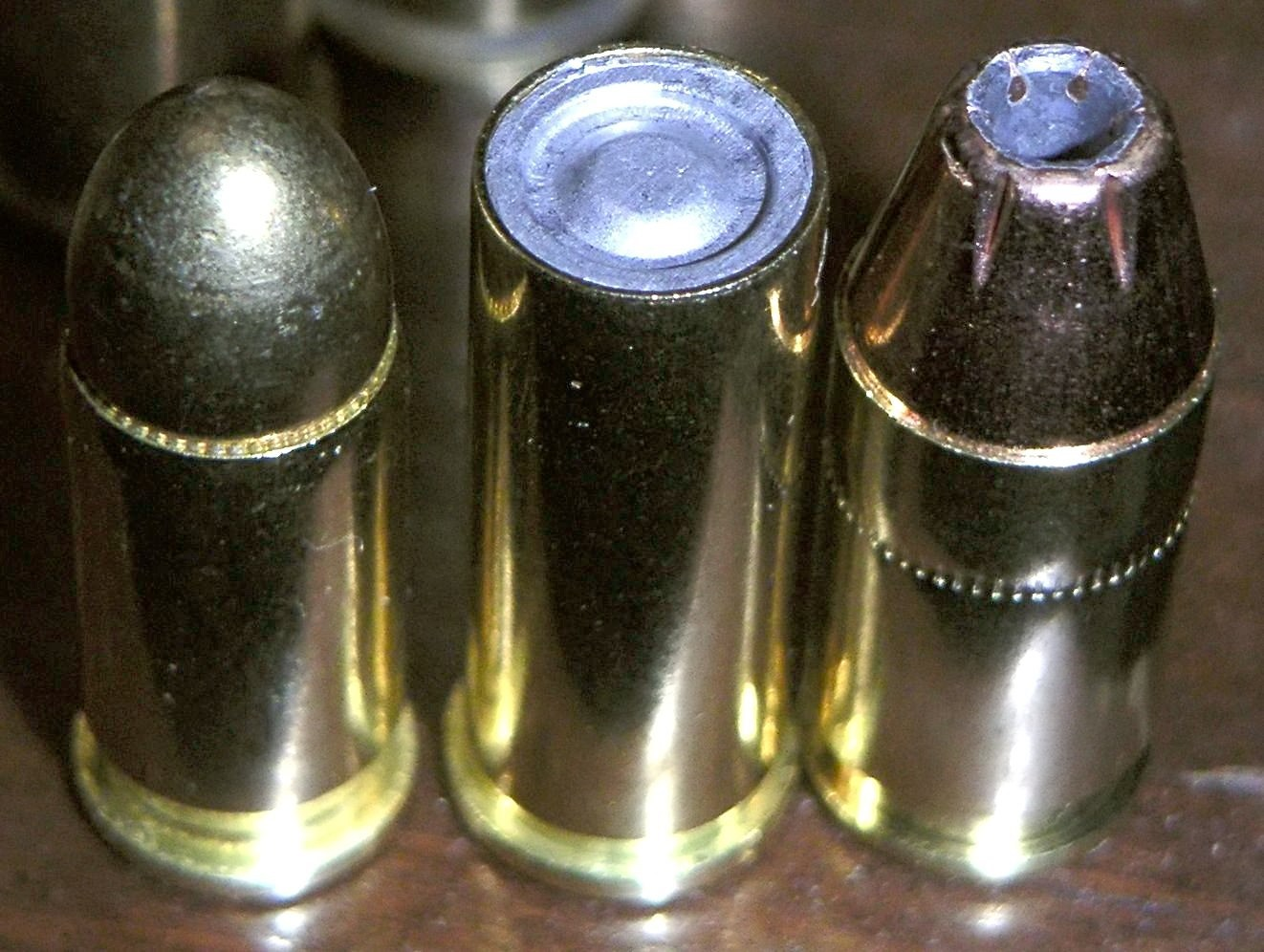
Da sinistra: .32 ACP FMJ, .32 S&W Long WC, .380 ACP JHP.

- FMJ: Full Metal Jacket, palla incamiciata o blindata. Prodotta in tre configurazioni:
  - RN: Round Nose, palla e punta arrotondata;
  - FP: Flat Point, palla arrotondata a punta piatta;
  - TC: Truncated Cone, palla tronco-conica.
- SP: Soft Point, palla
- JSP: Jacket Soft Point, palla semiblindata, punta piatta priva di camiciatura.
- LRN: Lead Round Nose, palla in piombo, punta arrotondata.
- LHP: Lead Hollow Point, palla in piombo, punta cava.
- JHP: Jacketed Hollow Point, palla blindata, punta cava.
- SJHP o HSP: Semi-Jacketed Hollow Point o Hollow Soft Point, palla semiblindata, punta cava priva di camiciatura.
- WC: Wad Cutter, palla cilindrica, punta piatta.
- SWC: Semi-Wad Cutter, palla cilindrica con breve sezione anteriore troncoconica, punta piatta[1].

## La normativa giuridica sull'utilizzo
Nel diritto internazionale, le convenzioni di Ginevra e dell'Aia vietano, nell'utilizzo bellico, alcuni generi di munizioni e, in particolare, di pallottole di tale tipologia. I tipi proibiti più importanti sono quelli rappresentati dalle pallottole esplosive, avvelenate, non incamiciate o pallottole a espansione. Sono comunque permesse le pallottole traccianti e incendiarie negli equipaggiamenti militari.
Secondo la legislazione dei vari Stati del mondo la detenzione e l'uso di alcuni tipi di pallottole, seppure permessi in ambito militare, sono assolutamente vietati nella quasi totalità degli ambiti civili di uso delle armi (ad esempio per difesa personale), In alcuni Stati (ad esempio negli USA), munizioni di tipo militare vengono normalmente venduti ai civili, e le stesse autorità consigliano le pallottole a punta cava per l'autodifesa personale (cosa ad esempio vietata in Italia).